# Ko Tao

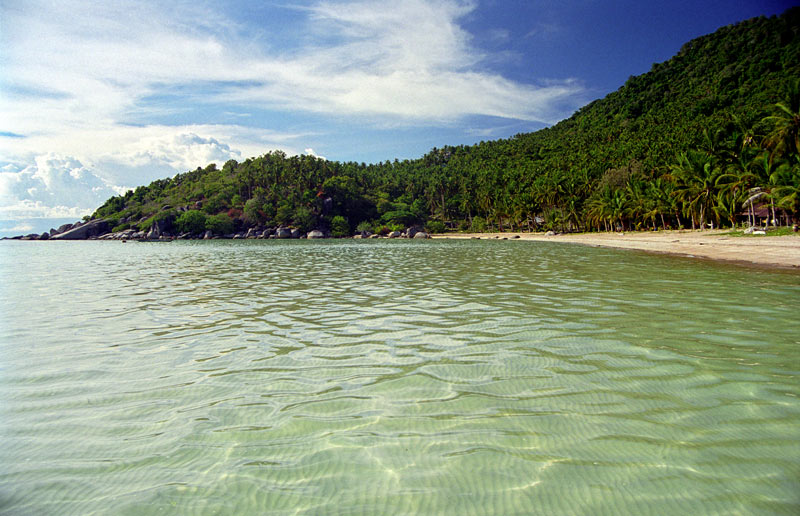
Sairee-Beach på Koh Tao

Koh Tao (också ofta Ko Tao, Thai: เกาะเต่า, lit. "Sköldpaddsön") är en ö i Siambukten i Thailand. Mae Haad är den största staden på ön och det är här båtarna ankrar när de kommer från fastlandet eller från de närliggande öarna. 

## Turism
Koh Tao är mest känt för dykning och där finns ett trettiotal dykföretag som är verksamma året runt. Många dykresorter välkomnar enbart gäster som har inbokad dykkurs eller tänker dyka under vistelsen. I vattnen runt ön syns ofta sköldpaddor, fiskar, revhaj och valhaj. Till skillnad från Koh Samui och Ko Pha Ngan är det relativt få turister men ön ökar i popularitet varje år.

## Transport
Till ön tar man sig med båt från Ko Pha Ngan (1 tim), Surat Thani (4 tim), Chumphon (1,5 tim) eller Koh Samui (2 tim). På ön körs det mest motorcykel eller moped, som finns att hyra på många ställen. Vill man ta sig till öns östra kust så rekommenderas taxi eller båttaxi i och med branta svårframkomliga grusvägar.